# ستاره هامری
ستاره هامری (به چکی: Staré Hamry) یک منطقهٔ مسکونی در جمهوری چک است که در ناحیه فریدک-میستک واقع شده‌است. ستاره هامری ۸۴٫۷۲ کیلومتر مربع مساحت و ۵۵۷ نفر جمعیت دارد و ۵۰۰ متر بالاتر از سطح دریا واقع شده‌است.